# Stadio Balaídos
L'Estadio Balaídos (conosciuto attualmente come "Abanca-Balaídos" per motivi di sponsorizzazione) è l'impianto utilizzato dal Celta Vigo per giocare le sue partite casalinghe. Può ospitare 24.791 persone ed è stato inaugurato nel 1928. È situato a Vigo, in Galizia, Spagna.
Durante il campionato del mondo 1982 ha ospitato le seguenti gare:
- Italia -  Polonia 0-0 (gruppo 1, 14 giugno)
- Italia -  Perù 1-1 (gruppo 1, 18 giugno)
- Italia -  Camerun 1-1 (gruppo 1, 23 giugno)